# Challenger de Nápoles 2016

El torneo Capri Watch Cup 2016 es un torneo profesional de tenis. Pertenece al ATP Challenger Series 2016. Se disputó su 19.ª edición sobre superficie dura, en Nápoles, Italia entre el 4 al el 10 de abril de 2016.

## Jugadores participantes del cuadro de individuales
| Favorito | País                            | Jugador                 | Rank1 | Posición en el torneo |
| -------- | ------------------------------- | ----------------------- | ----- | --------------------- |
| 1        | Bandera de Serbia               | Filip Krajinović        | 103   | Segunda ronda         |
| 2        | Bandera de Brasil               | Rogério Dutra Silva     | 105   | Segunda ronda         |
| 3        | Bandera de Alemania             | Jan-Lennard Struff      | 109   | Primera ronda         |
| 4        | Bandera de Italia               | Thomas Fabbiano         | 110   | Primera ronda         |
| 5        | Bandera de España               | Roberto Carballés Baena | 114   | Cuartos de final      |
| 6        | Bandera de Portugal             | Gastão Elias            | 121   | Semifinales           |
| 7        | Bandera de Eslovaquia           | Andrej Martin           | 127   | Primera ronda         |
| 8        | Bandera de Bosnia y Herzegovina | Mirza Bašić             | 128   | Segunda ronda         |

- 1 Se ha tomado en cuenta el ranking del 21 de marzo de 2016.

### Otros participantes
Los siguientes jugadores recibieron una invitación (wild card), por lo tanto ingresan directamente al cuadro principal (WC):
- Salvatore Caruso
- Federico Gaio
- Gianluca Mager
- Stefano Napolitano

Los siguientes jugadores ingresan al cuadro principal tras disputar el cuadro clasificatorio (Q):
- Flavio Cipolla
- Dimitar Kuzmanov
- Julian Reister
- Alexey Vatutin

## Campeones

### Individual Masculino
- Jozef Kovalík derrotó en la final a  Arthur De Greef, 6–3, 6–2

### Dobles Masculino
- Gero Kretschmer /  Alexander Satschko derrotaron en la final a  Matteo Donati /  Stefano Napolitano, 6–1, 6–3